# Galhard de Carceribus
Galhard de Carceribus est un prélat catholique et un légat apostolique français, mort à Nîmes le 30 mai 1348. Son lieu de naissance est discuté, peut-être du diocèse de Cahors, mais un plus grand nombre d'historiens le disent né à Carcès.

## Biographie
Il assure des missions en Pologne, entre 1335 et 1342, pour trouver une solution dans le conflit entre les chevaliers teutoniques et le roi de Pologne Casimir III et présente un rapport détaillé au pape Benoît XII en 1337, et en Hongrie comme légat apostolique. Le pape Clément VI le nomme évêque de Csanád le 9 août 1344, puis évêque  de Veszprém le 2 mars 1345, mais le roi Louis Ier de Hongrie s'oppose à son installation à Veszprém car l'évêque  étant le chancelier de la reine, il doit connaître la langue hongroise. Le jus patronatus (droit de patronat) de la cathédrale de Veszprém est dû au roi et à la reine de Hongrie. Le pape rejette ces remarques du roi, mais le 19 juillet 1346, Galhardus est nommé archevêque de Brindisi, en Italie.